# Barbazan-Debat
Barbazan-Debat è un comune francese di 3 583 abitanti situato nel dipartimento degli Alti Pirenei nella regione dell'Occitania.

## Società

### Evoluzione demografica
Abitanti censiti